# Гатовино (Минский район)
Гатовино (бел. Гато́віна) — деревня в Минском районе Минской области Белоруссии. В составе Юзуфовского сельсовета.

## География
Расположена на дороге Н8955.

### Гидрография
Около деревни протекает река Чернявка.

## История
В 1924—1939 годах центр Гатовинского сельсовета.

## Население

### Численность
- 2009 год — 47 человек

### Динамика
- 1999 год — 45 человек (перепись населения)
- 2009 год — 47 человек (перепись населения)

## Улицы
- Дорожная
- Центральная и др.